# Naru Barat
Naru Barat is een bestuurslaag in het regentschap Bima van de provincie West-Nusa Tenggara, Indonesië. Naru Barat telt 3619 inwoners (volkstelling 2010).